# Emersbach (Aalenbach)
Der Emersbach ist ein weniger als einen Kilometer langer Bach in der Stadtteilgemarkung Großaltdorf der Kleinstadt Vellberg im Landkreis Schwäbisch Hall im nordöstlichen Baden-Württemberg. Nach langgeschlungen südöstlichem Lauf mündet er zwischen dem Weiler Lorenzenzimmern und dem Dorf Großaltdorf von Vellberg von rechts in den Aalenbach.

## Geographie

### Verlauf
Der Emersbach entsteht ca. einen Kilometer nordöstlich des Ortsrandes von Großaltdorf und ca. 1,3 km westnordwestlich der Ortsmitte von Lorenzenzimmern an der Bahnstrecke Crailsheim–Heilbronn auf etwa 417 m ü. NHN in einer kleinen Feldhecke. Von Anfang bis Ende von einem Wirtschaftsweg begleitet, fließt der grabenartige Bach ohne Baum oder Strauch am Ufer zwischen Äckern links und einer mäßig breiten Wiese rechts in seiner natürlichen Mulde in etwas wechselhaft südöstlichem Lauf. Auf 399 m ü. NHN mündet er von rechts in den Aalenbach.
Der Emersbach mündet nach 0,6 km langen Lauf mit mittlerem Sohlgefälle von ca. 30 ‰ etwa 18 Höhenmeter unterhalb seines Ursprungs.
Dem Emersbach fließt am Mittellauf vom Nordosten her ein ebenfalls in einem Graben laufender Bach vom ehemaligen Gipsbruch Kirchbühl her zu, der etwa ebenso lang ist wie der gesamte Emersbach.
Ein Messtischblatt aus der ersten Hälfte des 20. Jahrhunderts zeigt einen zusätzlichen unbeständigen Oberlauf des Emersbachs auf der Nordseite der Bahnstrecke von etwa 0,5 km Länge, der auf bis 423 m ü. NN im Gewann Morschen beginnt.

### Einzugsgebiet
Das Einzugsgebiet des Emersbach ist etwa 0,8 km² groß und liegt, naturräumlich gesehen, im Unterraum Haller Ebene der Hohenloher und Haller Ebene. Es ist ein an der nördlichen Wasserscheide am Gewann Höhenäcker bis etwa 438 m ü. NHN hohes, weit überwiegend von großen, flurbereinigten Feldern eingenommenes Gebiet, das bis auf einen kleinen Anteil dort im Norden, der zum Stadtteil Unteraspach von Ilshofen gehört, ganz auf der Gemarkung des Stadtteils Großaltdorf von Vellberg liegt. Vor dem Abtrag des Hügels Kirchbühl im Zuge des dortigen Gipsabbaus lag auf dessen Gipfel etwa nördlich des Ursprungs des zulaufenden Grabens der mit 449,1 m ü. NN höchste Punkt des völlig unbesiedelten Einzugsgebietes.
Dieses ist reihum umgeben von der Einzugsgebieten der folgenden Nachbargewässer:
- Jenseits der höchsten Wasserscheid im Norden nimmt der Hohteichbach den Abfluss zur anderen Seite auf, ein Zufluss der Schmerach, die nach dem Aalenbach in die Bühler mündet;
- im Osten zieht ein kleinerer Graben ebenfalls von rechts und bei Lorenzenzimmern zum Aalenbach
- im Südwesten und Westen liegt das Einzugsgebiet des nächsten Aalenbach-Zuflusses Razenbach.

### Zuflüsse
Liste der Zuflüsse von der Quelle zur Mündung. Gewässerlänge, Einzugsgebiet und Höhe nach den entsprechenden Layern auf der Onlinekarte der LUBW. Andere Quellen für die Angaben sind vermerkt.
- (Graben vom Kirchbühl), von links und Nordosten auf etwa 406 m ü. NHN, ca. 0,6 km und unter 0,3 km². Entsteht auf etwa 420 m ü. NHN am Feldweg zum Gewann Steinrecht gegenüber dem Naturschutzgebiet Gipsbruch Kirchbühl.

## Geologie
Am Westrand des Einzugsgebietes fast nur nördlich der Bahnstrecke liegt ein Streifen Lösssediment aus quartärer Sedimentation über dem sonst den größten, oberen Teil des Einzugsgebietes einnehmenden Gipskeuper (Grabfeld-Formation). In den Talmulden des Emersbachs ab wenig südlich der Bahnlinie und seines Zuflusses etwa ab dem Mittellauf steht dann der noch tiefere Lettenkeuper (Erfurt-Formation) an. Die die beide Gräben auf diesen Abschnitten begleitenden Schwemmlandstreifen sind nur schmal, ebenso der Auenlehmstreifen um dem Aalenbach an der Emersbach-Mündung.
Die durch den Abbau im Gipsbruch Kirchbühl an der nördlichen Wasserscheide über dem Ursprung des Zulaufes verschwundene Erhebung Kirchbühl war einer der landschaftstypischen rundlichen Hügel mit einer Grundgipslinse im Untergrund, auf die der Abbau ging.

## Natur und Schutzgebiete

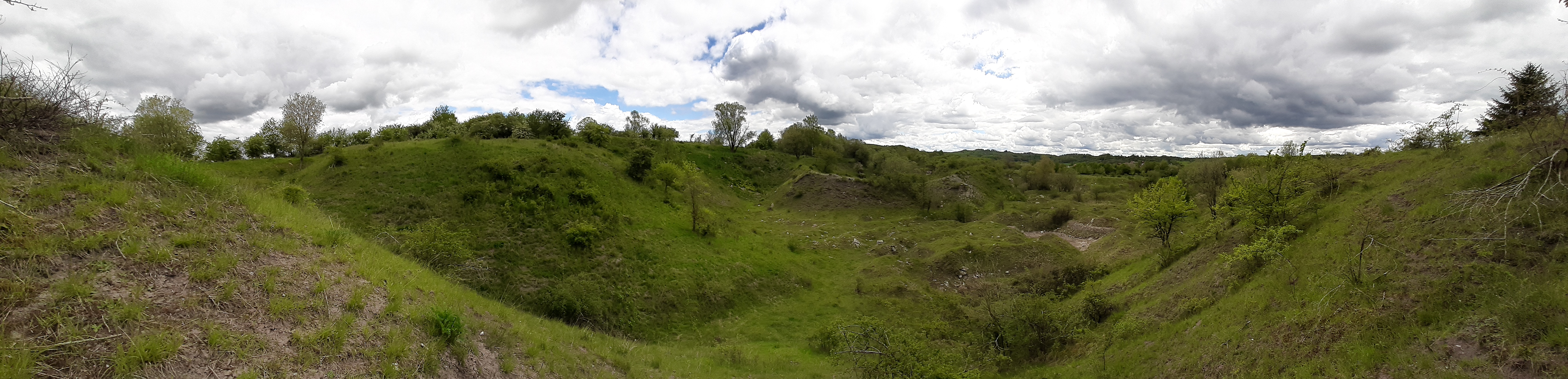
Gipsbruch Kirchbühl

Der Emersbach ist ein Graben, der außer am Ursprung in einer der neben der Bahnlinie stehenden Feldhecken sowie an der Mündung, wo er die begleitende Baumgalerie des Aalenbachs erreicht, völlig frei von Baum und Strauch ist. Sein Zufluss zieht am Mittellauf am Rand einer kleinen Feldhecke entlang, ist aber sonst ebenso kahl.
Das die ehemalige Abbaugrube und Flächen an ihrem Rand umfassende Naturschutzgebiet Gipsbruch Kirchbühl ist ein Sekundärbiotop mit Steinbruchtümpeln, Stein- und Erdhaufen, Buschwerk und Magerrasenflächen. Nach der Einstellung des Abbaus haben sich in diesem kleinteiligen Geländemosaik Amphibien, Fledermäuse und Vögel angesiedelt, zu deren Bewahrung das Schutzgebiet eingerichtet wurde.

### LUBW
Amtliche Online-Gewässerkarte mit passendem Ausschnitt und den hier benutzten Layern: Lauf und Einzugsgebiet des Emersbachs

Allgemeiner Einstieg ohne Voreinstellungen und Layer: Daten- und Kartendienst der Landesanstalt für Umwelt Baden-Württemberg (LUBW) (Hinweise)
1. 1 2 3  Höhe nach dem Höhenlinienbild auf dem Hintergrundlayer Topographische Karte.
2. ↑  Höhe nach grauer Beschriftung auf dem Hintergrundlayer Topographische Karte.
3. ↑  Länge nach dem Layer Gewässernetz (AWGN).
4. 1 2  Einzugsgebiet abgemessen auf dem Hintergrundlayer Topographische Karte.
5. 1 2  Länge abgemessen auf dem Hintergrundlayer Topographische Karte.
6. ↑  Schutzgebiete nach den einschlägigen Layern, Natur teilweise nach dem Layer Biotop.

### Andere Belege
1. 1 2  Höhe nach dem Messtischblatt Meßtischblatt 6825 Ilshofen von 1937 in der Deutschen Fotothek
2. ↑  Wolf-Dieter Sick: Geographische Landesaufnahme: Die naturräumlichen Einheiten auf Blatt 162 Rothenburg o. d. Tauber. Bundesanstalt für Landeskunde, Bad Godesberg 1962. → Online-Karte (PDF; 4,7 MB)
3. ↑  Geologie nach den Layern zu Geologische Karte 1:50.000 auf: Mapserver des Landesamtes für Geologie, Rohstoffe und Bergbau (LGRB) (Hinweise)